# Mitikus, legendás és kitalált helyek listája
Mitikus, legendás és képzeletbeli helyek a különféle népek vallásában, néprajzában, népmeséiben, irodalmában:

(A felsorolás nem tartalmazza a kifejezett tudományos fantasztikus és fantasy irodalom helyneveit)

## Ókori, középkori irodalom, vallás, ...
| Név                                                  | Leírása, története |
| ---------------------------------------------------- | --- |
| Agartha                                              | Legendás város a Föld középpontjában. |
| Aiaié                                                | Kirké szigete az Odüsszeia szerint. Egyes kutatók szerint a horvátországi Lošinj (nem a szomszédos Krk). A név hangutánzó szó: jajszóra, jajgatásra utal. |
| Alfheim                                              | Az álfok (elfek) földje a skandináv mitológiában. |
| Annwn                                                | A túlvilág (inkább pokol) a walesi mitológiában. Cŵn Annwn a vörös fülű fehér szőrű kutya a Pokol Kutyája. Nálunk A Pendragon legenda nyomán lett ismert. |
| Antarktikosz                                         | Arisztotelész feltételezett déli kontinense. |
| Árkádia (Arcadia)                                    | A Peloponnészosz közepén elterülő hegyvidéki tartomány az ókori Görögországban. Az idilli pásztorélet, harmónia és boldogság hona Vergilius eklogáiban és követőinek művészetében. Ezzel szemben a kortársak, például Ovidius Árkádiát, a görög tartomány népét elmaradottnak és együgyűnek tartották, de mára Vergiliusék idealizált értelmezése maradt fenn. |
| Asgard                                               | Az istenek világa, amelyet Odin épített a skandináv és germán mitológia szerint. |
| Aszfodélosz mezők                                    | A görög mitológiában az alvilág egy része, vagy egyike, ahová a halál után a közönséges halandók lelke kerül. |
| Atlantisz                                            | A legendás elsüllyedt sziget Platón szerint. |
| Avalon                                               | Egyes vélemények szerint Artúr király végső nyughelye, a legendás Almák Szigete. |
| Axis Mundi                                           | A világ központja, vagy a kapcsolat Menny és a Föld között különböző vallásokban és mitológiákban. |
| Ayotha Amirtha Gangai                                | Az Ayyavazhi mitológia fontos folyója. |
| Aztlán                                               | Az aztékok legendás eredeti hazája az azték mitológiában. |
| Baltia                                               | Borostyán-sziget valahol Észak-Európában. |
| Barzakh                                              | A fizikai és spirituális világot elválasztó határ az iszlám eszkatológia szerint. |
| Biarmaland                                           | A skandináv mondákban szereplő hatalmas királyság Oroszországtól északra. |
| A Boldogság Szigete                                  | A görög mitológiában a nagy hősök lelkének fenntartott paradicsom. |
| Brahmapura                                           | Brahma lakhelye a hindu vallás szerint. |
| Brasil vagy Hy-Brasil                                | Mitikus sziget Írországtól nyugatra. Egy 1325-ös térképen szerepel először. |
| Brittia                                              | Austrasia partjainál fekvő mitikus sziget. |
| Bujan szigete                                        | Az egykori pogány szlávok paradicsoma. |
| Camelot                                              | Artúr király városa az Artúr-mondakör későbbi változataiban. |
| Caesarok városa                                      | Az arany hegy és a gyémánt hegy között fekvő mitikus város Patagóniában. |
| Cockaigne                                            | A középkori szóbeszéd szerint a bőség földje, ahol kolbászból van a kerítés, és a sültgalamb a lakóinak szájába repül. (Ld.: Pieter Bruegel Cockaigne című festményét) |
| Dinas Affaraon/Ffaraon                               | Legendás otthona a druidák egyik ágának, amelyet Pheryllt-nek neveztek, s akik kohászattal és alkímiával foglalkoztak. Ismert még „A Magasabb Hatalom Városa” vagy „Ambrózia Város” néven is. A szóbeszéd szerint Snowdoniában található és eredeti neve Dinas Emrys volt.                                                                                     |
| Dvárka (Dwarka)                                      | Mitikus királyság Indiától nyugatra valahol az Arab-tengerben, amelyet egykor elnyelt az óceán. Nem azonos a mai kikötővárossal. |
| Eldorádó                                             | A híres, legendás Aranyváros valahol Dél-Amerikában. |
| Ellenföld (Ἀντίχθων, azaz Antichthon)                | 1. Hipotetikus bolygó a Föld pályájának ellentétes oldalán pontosan a Központi Tűz mögött az ókori püthagoreusok elképzelése szerint. 2. Feltételezett déli kontinens vagy kontinensek Arisztotelész hipotézise alapján, aki ezt vagy ezek egyikét Antarktikosznak nevezte.                                                                                    |
| Elíziumi mezők                                       | A hősies és az erényes emberek lelkének végső nyughelye a görög mitológia szerint. |
| Helluland                                            | A viking Leif Eriksson legendás nyugati utazásain elsőként felfedezett lapos sziklák borította sziget, amelyet ezért neveztek el Hellulandnak (azaz a „lapos kövek földje”). Ez feltehetően a mai Baffin-sziget lehetett. |
| Heszperidák kertje                                   | Héra szent kertje a görög mitológiában, ahonnan az istenek a halhatatlanságot kapták. |
| Édenkert                                             | Isten kertje Mózes első könyve, azaz a Teremtés könyve szerint. Az első emberpár otthona. |
| Felhőkakukkvár                                       | A felhők között lebegő tökéletes város Arisztophanész A madarak című vígjátékában. |
| Gorias, Finias, Murias és Falias                     | Az ír mitológia szerint „Danu istennő népe” négy mágikus kincset kapott négy mitikus városból. Gorias keleten, Finias délen, Murias nyugaton, Falias északon feküdt. |
| Hawaiki                                              | Ősi sziget a polinézek, különösen a maorik hitvilágában. |
| Hel                                                  | Az alvilág a skandináv mitológiában. |
| Hyperborea                                           | A Föld északi területe a görög mitológia szerint. |
| Irkalla                                              | Az alvilág, ahonnan nincs visszatérés a babiloni mitológiában. |
| János pap országa                                    | Mítikus ázsiai keresztény birodalom, amely legendát elsősorban az akkor még nagyszámú ázsiai nesztoriánus keresztény közösségek távoli és kiszínezett híre táplált. |
| Jotunheim                                            | Óriások földje a skandináv mitológiában. |
| Kunlun hegység                                       | A halhatatlanok lakhelye a kínai mitológiában. |
| Kusta (Kustha)                                       | Arámi nyelven Igazság jelentésű mitikus város amelyben a halál egyetlen lehetséges oka az volt, ha valaki valótlanságot mondott. |
| Kvenland                                             | Svédország melletti terület a Balti tenger északi partjánál. Valószínűleg az ősi Finnország vagy annak egyes részei. |
| Kyöpelinvuori                                        | (Magyarul: szellemek hegye) egy hegy, amelyen egy halott nő kísért a finn mitológiában. |
| La Ciudad Blanca                                     | „A Fehér Város”, egy legendás város Hondurasban |
| Laestrygon                                           | Kannibál óriások földje, akikkel Odüsszeusz a trójai háborúból útban hazafelé találkozott. |
| Lilliput, Brobdingnag, Lugnagg és a nyihahák országa | Kitalált helyek Jonathan Swift Gulliver utazásai című szatírikus kalandregényében. |
| Ljusalfaheim                                         | Az elfek hona a skandináv mitológiában. Ugyanaz mint Alfheim és csak megkülönböztetésül nevezik néha Fényálfhonnak (Svartalfaheimtől). |
| Lyonesse                                             | Az Artúr-legendában Cornwall-lal határos ország Angliában. |
| Lúz                                                  | Mitikus város ahová a halál angyalának tilos volt belépni, így lakói örökké élhettek. (Valószínűleg léteztek ezen a néven más városok is.) |
| Mag Mell                                             | Mitikus alvilági sík az ír mitológiában, amely csak halál vagy dicsőség révén érhető el. Az „öröm síkságát” jelentő Mag Mell kellemes, élvezetes paradicsomi hely általában a tengerrel is kapcsolatba hozva. |
| Manala                                               | Lásd lentebb: Tuonela |
| Mennyország                                          | Az ábrahámi vallásokban az életükben jámbor emberek haláluk után ebben a túlvilági birodalomban élnek tovább. |
| Markland                                             | A viking Leif Eriksson legendás nyugati utazásain felfedezett erdővel borított, sík terület, amelyet erdőiről Marklandnak (azaz „Erdőföld”) nevezett el. Valószínűleg a Labrador félsziget. |
| Meropisz                                             | Theopomposz Platón Atlantiszának paródiájául kitalált hatalmas szigete. |
| Mictlan                                              | A túlvilág az egyes mexikói vallásokban. |
| Muspelheim                                           | A tűz földje a skandináv mitológiában. |
| Nibiru                                               | Mitikus bolygó a babiloni mitológiában. |
| Niflheim                                             | Fagyos világ a skandináv mitológiában. |
| Niflhel                                              | Hideg alvilág a skandináv mitológiában. |
| Norumbega                                            | A legendás település Észak-Amerika északkeleti részén, a vikingek új-angliai betörési kísérleteivel kapcsolatosan emlegették. A település illetve terület több más nem létező hellyel, szigetekkel együtt az Újvilágról készült több korai térképen is megjelent.                                                                                              |
| Nüsza (Nysa)                                         | Nimfákkal teli csodás völgy a Nüsza hegy közelében a görög mitológia szerint. |
| Nyugat (Amentet)                                     | A holtak földje az óegyiptomi vallás szerint. Feltehetően nem homályos földrajzi elképzelés, hanem inkább napnyugta-elmúlás allegória. Istennője Amentet, amelynek mint szónak a jelentése: Nyugat. |
| Ofír                                                 | Az Ószövetségben emlegetett város, esetleg kikötő, ahonnan Salamon király rendszeresen különböző egzotikus árút és aranyat hozatott. |
| Olümposz                                             | A főistenek hajléka a görög mitológiában. Ennek a görögországi hegynek a csúcsán állt a tizenkét olümposzi istennek felhőkkel övezett kristálypalotája, amelyben Zeusz uralkodott. |
| Quivira és Cíbola                                    | Két legendás Arany Város a hét közül az amerikai kontinensen, amelyek híre ösztönözte a spanyol konkvisztádorokat. |
| Paititi                                              | Legendás elveszett inka város, vagy mesésen gazdag terület valahol az Andoktól keletre. |
| Parime tó                                            | Egy hatalmas tó Dél-Amerika északkeleti részén, amelynek partjánál terült el a legenda szerint Eldorádó. |
| Pohjola                                              | „Észak hona” a Kalevalában. Úrnője Louhi. Feltehetően a Lappfölddel azonos. |
| Pokol                                                | Az alvilág az ábrahámi vallásokban, ahová a gonosz, vagy megátalkodott emberek kerülnek büntetésül haláluk után. |
| Purgatórium                                          | Tisztítótűz, tisztítóhely a zsidó és keresztény vallásokban, ahol a nem teljesen bűntelen lelkek megtisztulhatnak, s ezt követően a Mennyországba kerülhetnek. |
| Reynes királyság                                     | A Horn király közép-angol kori (XII-XV. század) romantikus lovagtörténetben szereplő ország. |
| Saguenay királyság                                   | Francia és irokéz történet Kanada északi részén egy aranyban és szőrmében gazdag királyságról, amelyben egy szőke király uralkodott a francia gyarmatosítás előtt. |
| Sierra de la Plata                                   | (Spanyol: Ezüst-hegység), egy legendás hely, hegy Dél-Amerikában, amelyet az újvilági ezüst kincsek forrásának hittek. A később felfedezett valódi ezüst-hegy a Cerro Rico volt Potosínál Bolíviában. |
| Sambhala                                             | A tibeti buddhista hagyomány szerint rejtett királyság valahol a Himalájában. A teozófusok állításai szerint éteri síkon a bolygónkat kormányzó istenség, Sanat Kumara otthona, amely egy lebegő város valahol a Góbi-sivatagban Mongólia határán. A teozófusok Énok városának is nevezik.                                                                     |
| Suddene                                              | Egy tartomány a Horn király közép-angol (XII-XV. század) romantikus történetben. |
| Svartalfheim                                         | A sötét elfek (Dökkálfar) földje a skandináv mitológiában. |
| Szodoma és Gomora                                    | A Bibliában említett két város, amelyeket Isten gonoszságukért elpusztított. |
| Tartarosz                                            | Az elátkozott lelkek helye az alvilágban a görög mitológia szerint. |
| Takama-ga-hara                                       | A kamik lakóhelye a Sintó vallás szerint. |
| Terra Australis                                      | Elképzelt kontinens a déli félgömbön. |
| Themiscyra                                           | Az amazonok fővárosa a görög mitológiában. |
| Thule                                                | Mítikus távoli sziget északra Skandináviától, a Brit-szigetektől, de még Izlandtól és Grönlandtól is. |
| Tír na nÓg                                           | A túlvilág az ír mitológiában. |
| Tuonela                                              | A holtak birodalma Kalevalában. Egyes utalások szerint azonos Pohjolával. |
| Thuvaraiyam Pathi                                    | Elsüllyedt sziget 150 mérföldre India déli partjaitól az Ayyavazhi mitológia szerint. |
| Vinland                                              | A viking Leif Eriksson legendás nyugati utazásain felfedezett föld, a „Szőlőföld”. Feltehetően Észak-Amerika keleti partvidékén valahol. Vineland néven New Jersey-ben létezik kistelepülés. |
| Valhalla                                             | (A skandináv mitológiában Valhöll, azaz a „hősi halált haltak csarnoka”) egy fenséges, hatalmas csarnok Asgardban, ahol Odin isten uralkodott. |
| Westernesse                                          | Egy ország a Horn királyról szóló közép-angol (XII-XV. századi) romantikus történetben. |
| Xanadu                                               | Sangdu, Kubiláj mongol nagykán nyári fővárosa, amelynek létezését sokan – Marco Polo beszámolóját kétségbe vonva – képzeletbeli helynek tartottak. |
| Xibalba                                              | Az alvilág a maja mitológiában. |
| Jomi                                                 | A holtak földje a Sintó mitológia szerint, amint az a Kodzsikiben (japán krónika) olvasható. |
| Ys                                                   | Egy tengerszint alatt épült város Bretagneban, ami állítólag elpusztult mikor az Ördög lerombolta a védőgátját. Királya, Gradlon király ezután Quimperbe tette át székhelyét. |
| Zion                                                 | Gyakori szinonimája Jeruzsálemnek, és Olam Habának, a túlvilágnak. |

## Későbbi korokban
| Név                               | Leírása, története |
| --------------------------------- | --- |
| Barsoom                           | A Mars elnevezése Edgar Rice Burroughs sci-fi-kalandregényeiben, ahol a bolygón élő kitalált népek nevezik így. |
| Bay City                          | A Starsky és Hutch sorozat fiktív helyszíne Kaliforniában. Valós kistelepülések is léteznek ezzel a névvel más amerikai államokban. |
| Cabot Cove                        | Fiktív kisváros Maine-ben, a Gyilkos sorok című krimisorozatban. |
| Castle Rock, Derry                | Stephen King több regényének kitalált települései. |
| Central City                      | Nagyváros a DC-képregényekben, ahol Flash él és tevékenykedik. Valós kistelepülések is léteznek ezzel a névvel több amerikai államban. |
| Gotham City                       | Nagyváros a DC-képregényekben, ahol Batman él és tevékenykedik. Gotham néven valós kistelepülés is létezik Wisconsinban és az Egyesült Királyságban. |
| Hazzard (Hazárd) megye            | Kitalált megye az USA déli részén, ahol a Hazárd megye lordjai kalandjai játszódnak. |
| Ikaria                            | Étienne Cabet Utazás Ikariába című államregényének helyszíne. |
| Interzóna                         | Egy képzelt ország vagy terület William S. Burroughs Meztelen ebéd című szürreális regényében. |
| Isthmus Köztársaság               | Fiktív latin-amerikai ország A magányos ügynök című James Bond-filmben. |
| Kákánia                           | Robert Musil A tulajdonságok nélküli ember című regényében Ausztria. |
| Knots Landing                     | Fiktív külváros Los Angeles mellett az azonos című tévésorozatban. |
| Kolob                             | Isten trónusához közeli égitest (csillag vagy bolygó) a mormon kozmológia szerint. |
| Latveria                          | Fiktív kelet-európai ország a Marvel-történetekben. Helyileg valahová Magyarország, a mai Szerbia és Románia közé képzelték. |
| Lemuria                           | Hipotetikus „elsüllyedt világ” az Indiai és a Csendes Óceánban. Philip Sclater angol zoológus nézetei és névadása nyomán. Egyesek Mu-val azonosítják. |
| Listenbourg                       | Egy 2022-ben Twitteren létrehozott fiktív ország, amit az „amerikaiak földrajzi ismereteinek hiányosságainak mérésére” talált ki valaki viccből. |
| Macondo                           | Képzeletbeli falu Kolumbiában, ahol Gabriel García Márquez Száz év magány című regénye játszódik. Mintája egyesek szerint Márquez szülőfaluja, Aracataca lehetett. |
| Madrapur                          | Város Robert Merle Madrapur (Madrapour) című regényében. Indiában, a (rádzsasztáni Dzsaipurban létezik egy Madrampur nevű városrész. |
| Malevil és La Roque               | Vár illetve ahhoz közeli város Robert Merle Malevil című regényében. Létezik több hasonló nevű város is Franciaországban: La Roque-Alric, La Roque-d'Anthéron, La Roque-sur-Cèze és La Roque-sur-Pernes. |
| Metropolis                        | Nagyváros a DC-képregényekben, ahol Superman él és tevékenykedik. Valós kistelepülés is létezik ezen a néven Illinois-ban és Nevadában. |
| Mu                                | Hipotetikus kontinens, amely eltűnt az emberi történelem hajnalán. James Churchward fantáziáját dicséri. |
| Nebudisztán                       | Thaddäus Troll német író Sehnsucht nach Nebudistan (’Vágy Nebudisztán után’) című 1956-ban megjelent ifjúsági regényének helyszíne. |
| Pandæmonium                       | A pokol fővárosa John Milton Elveszett paradicsom című eposzában (Paradise lost, 1667). |
| Scholomance                       | Az Ördög legendabeli fekete mágia iskolája Hermannstadttól (Nagyszebentől) délre a hegyek között a föld alatt egy meg nem nevezett tó közelében. Emily Gerard „Erdélyi babonák” című műve nyomán említésre került Bram Stoker Drakulájában is. A Drakulában a (valójában nem létező) Hermannstadt-tó közelében.                  |
| Shangri-La                        | Misztikus, harmonikus, zárt és titkos völgy a Kunlun hegység nyugati végén James Hilton A Kék Hold völgye (Lost Horizon) című regényében. Az író képzeletét feltehetően Sambhala legendája mozgatta meg. (A regény szerint Shangri-La jelentése: a Kék Hold völgye. A tibetológus nyelvészek szerint inkább a Shang-hegyi hágó.) |
| Smallville                        | Fiktív kisváros, ahol Superman a fiatalkorát töltötte. |
| St. Mary Mead                     | Miss Marple faluja Agatha Christie regényei szerint. (Jelentése: Szűzmáriarét.) |
| Szokóvia                          | Fiktív kelet-európai ország a Marvel-történetekben. |
| Az Örök Nyár Országa (Summerland) | A túlvilágra alkotott fogalom a teozófusok, a wicca és néhány újpogány vallás szerint. |
| Timoka                            | Egy fiktív kelet-európai város Ingmar Bergman A csend (1968) című filmjében. |
| Val Verde                         | Steven E. De Souza forgatókönyvíró által kitalált közép-amerikai ország, amely a Kommandó (1985), a Ragadozó (1987) és a Még drágább az életed (1990) című filmjeiben is megjelenik. A spanyol név jelentése magyarul: Zöld Völgy.                                                                                               |
| Yoknapatawpha                     | William Faulkner képzeletbeli megyéje, amely több regényének is helyszíne. |
| Z (Zed) városa                    | Percy Harrison Fawcett feltételezett városa Dél-Amerikában valahol a Mato Grosso környékén. |

## Magyar népmesék
- Bergengócia
- Burkusok országa
- Dínom-dánom ország
- Kukutyin
- A kutyafejű tatárok országa
- Óriások birodalma
- Óperencia, Óperenciás tenger
- Seholország
- Üveghegy
- Tibériás Tenger
- Tündérország

## Magyar irodalom
- Faremidó és Capillária - Karinthy Frigyes regényeiben.
- Hinek szigete - Szathmári Sándor Kazohinia című Gulliver regényében.
- Kakucsretyege[3]
- Karancskeszi vármegye és Mikszáth egyéb nógrádi, palócföldi fiktív helyszíne:[4] Litkei vármegye, Bágy-patak, a Gózon, a Csoltó, a Bodok, vagy a Királyné szoknyája nevű hegy.
- Menédia - Északi birodalom, Tarimenes hazája Bessenyei György Tarimenes utazása (1804) című regényében. A történetben szerepel még Artemis királynő országa, Totoposz és fővárosa, Teneri. Útközben Tariménes és társa Pucufalvába is betér a bölcs remetéhez. A regényben szerepel továbbá Buzorkán király országa, Jajgodia is.
- Nakonxipán (vagy: Na'Conxypán) - Gulácsy Lajos festőművész festményein és novelláiban megjelenített ország.
- Szerb Antal fiktív walesi helységnevei elsősorban A Pendragon legenda című regényében: Llanvyganen kívül például Abersych, Betws-y-teg, Rhiul (viszont valóban létezik Llanvigan, Llanfigan illetve Llanfeugan különféle helyesírás szerint, Abersychan, Betws-y-Coed és Rhyl - amelynek szintén több hasonló alakú régi neve is volt a regényben szereplő Rhiul kivételével.)

## Fordítás
- Ez a szócikk részben vagy egészben  a   List of mythological places című angol Wikipédia-szócikk ezen változatának fordításán alapul.  Az eredeti cikk szerkesztőit annak laptörténete sorolja fel. Ez a jelzés csupán a megfogalmazás eredetét és a szerzői jogokat jelzi, nem szolgál a cikkben szereplő információk forrásmegjelöléseként.